# Luke Burgess
Luke Burgess (ur. 20 sierpnia 1983 w Newcastle) – australijski rugbysta występujący na pozycji łącznika młyna, triumfator Top 14, reprezentant kraju zarówno w wersji piętnasto-, jak i siedmioosobowej, zwycięzca Pucharu Trzech Narodów 2011 oraz zdobywca brązowego medalu podczas Pucharu Świata w Rugby 2011.

## Kariera klubowa
Grać w rugby zaczynał w dziecięcym zespole Maitland Blacks, treningi kontynuował w  zespołach rezerw St Joseph's College. Występował następnie w juniorskich drużynach Sydney Uni Football Club, a triumf w lokalnych rozgrywkach w 2003 roku dał mu kontrakt z Brumbies. W składzie tego zespołu znajdował się przez cztery sezony, w tym czasie zagrał jednak tylko w dwóch spotkaniach, bowiem rolę łączników młyna dzielili między sobą George Gregan i Patrick Phibbs; występował natomiast w zespole rezerw. Na poziomie klubowym był od 2005 roku związany z Easts, przyczyniając się do pierwszego od szesnastu lat udziału tego zespołu w finale Shute Shield i odnosząc indywidualne sukcesy.
W 2007 roku jego kontrakt z Brumbies nie został odnowiony, a Burgess pomiędzy sierpniem a październikiem wziął udział w jedynym rozegranym sezonie rozgrywek Australian Rugby Championship. Przydzielony został do drużyny Melbourne Rebels, z którą doszedł do finału, indywidualnie uplasował się zaś w czołówce walcząch o miano najlepszego zawodnika. Ewen McKenzie ściągnął go dwuletnim kontraktem do Waratahs, gdzie ponownie miał pełnić rolę trzeciego łącznika młyna, tym razem za Joshem Valentine i Brettem Sheehanem. Już w połowie pierwszego sezonu uzyskał miejsce w wyjściowej piętnastce, a jego zespół dotarł do finału rozgrywek Super 14. Wkrótce przedłużył kontrakt o kolejny dwuletni okres będąc w tym czasie podstawowym graczem na swojej pozycji i przekraczając liczbę pięćdziesięciu występów w stanowych barwach.
W kwietniu 2011 roku związał się trzysezonowym kontraktem ze Stade Toulousain, w jego barwach zadebiutował w listopadzie tego roku, a klub jeszcze w tym sezonie triumfował w rozgrywkach Top 14. Umowa została jednak za obopólną zgodą skrócona o rok, bowiem Burgess w opinii Jean-Baptiste Élissalde nie przystosował się do warunków panujących we francuskiej lidze. Zawodnik podpisał zatem nietypowy, dwuipółletni kontrakt z Australian Rugby Union i Melbourne Rebels obowiązujący do końca 2015 roku. Wkrótce po powrocie do kraju znalazł się w meczowym składzie z uwagi na powołanie Nicka Phippsa i kontuzję Richarda Kingi i zagrał przeciwko Brumbies oraz przebywającym na tournée po Australii British and Irish Lions. W inauguracyjnej edycji National Rugby Championship początkowo nie został przydzielony do zespołu Melbourne Rising, zwolniony jednak ze zgrupowania kadry zagrał łącznie w pięciu spotkaniach. Uważany przez trenera McGahana za zastępcę Nica Stirzakera w kwietniu 2015 roku ogłosił, że z końcem sezonu Super Rugby przeniesie się do Europy do włoskiego zespołu Zebre Rugby. W rozgrywkach Pro12 i ERCC2 zaliczył w jego barwach dwadzieścia pięć spotkań, po czym zakończył karierę sportową.

## Kariera reprezentacyjna
W 2004 roku został powołany do kadry U-21 na mistrzostwa świata w tej kategorii wiekowej. W tym turnieju wystąpił we wszystkich pięciu spotkaniach zdobywając dwa przyłożenia, a jego zespół uplasował się ostatecznie na czwartej pozycji. W 2007 roku uczestniczył zaś z reprezentacją rugby siedmioosobowego w IRB Sevens World Series.
Pierwsze powołanie do seniorskiej kadry otrzymał w 2006 roku, jednak z walki o miejsce w składzie wyeliminowała go kontuzja. W australijskich barwach zadebiutował w meczu z Irlandią w czerwcu 2008 roku i przez cztery sezony był brany pod uwagę przy ustalaniu składu kadry. W 2009 roku stracił pozycję podstawowego łącznika młyna Wallabies na rzecz Willa Genii, którą odzyskiwał jedynie wtedy, gdy ten doznawał urazów.
W 2011 roku wziął udział w zakończonej pierwszym od dekady triumfem kampanii Wallabies w Pucharze Trzech Narodów, po czym został wymieniony w składzie na Puchar Świata w Rugby 2011. Podczas turnieju zagrał w czterech spotkaniach, a Australijczycy zdobyli brązowe medale po wygranej nad Walią w meczu o trzecie miejsce.
Po powrocie do Australii otrzymywał powołania do kadry narodowej w 2013 i 2014 roku, jednak ani razu nie znalazł się w meczowych składach Wallabies. Otrzymywał natomiast zaproszenia do gry dla World XV i Barbarians.

## Varia
- Studiował na Swinburne University of Technology[41][68], rozpoczął też studia medyczne[69].
- Po zakończeniu kariery sportowej podjął się pracy trenerskiej będąc jednocześnie odpowiedzialnym za rozwój tej dyscypliny w Tasmanian Rugby Union[70][71][68][69].
- Żonaty z Emilie, dwie córki – Freya i Eloise[69][72].
- Jego ojciec, Rohan, również uprawiał rugby. Grał dla Sydney Uni oraz u boku Johna Hipwella w Waratahs RC w Newcastle[2].